# Kęstutis Latoža
Kęstutis Latoža (ur. 2 sierpnia 1950 w Wilnie, Litewska SRR) – litewski piłkarz, grający na pozycji obrońcy, trener piłkarski.

## Kariera piłkarska

### Kariera klubowa
Wychowanek klubu Žalgiris Wilno, w barwach którego w 1968 roku rozpoczął karierę piłkarską. Przez całą karierę występował w rodzimym klubie, gdzie zakończył karierę w roku 1983. Ogółem zagrał 516 meczów i zdobył 49 goli.

### Kariera reprezentacyjna
Do drużyny narodowej ZSRR nie był powołany, ale w Spartakiadzie oraz niektórych innych zawodach 76 razy grał w reprezentacji Litewskiej SRR.

## Kariera trenerska
Karierę szkoleniowca rozpoczął w 1984 roku. Najpierw pomagał trenować Žalgiris Wilno. Później pracował w różnych litewskich klubach, m.in. Pažanga Wilno i Lokomotyvas Wilno. Od kwietnia 1998 do września 1999 prowadził reprezentację Litwy. W latach 2000–2001 trenował FS Vágar z Wysp Owczych. W 2002 stał na czele Žalgirisu Wilno, w 2004 ponownie pracował w nim. Od 2005 do 2006 trenował FC Vilnius.

## Sukcesy i odznaczenia

### Sukcesy trenerskie
Łotwa
- mistrz Baltic Cup: 1998